# Гатолино (Кремона)
Гатолино је насеље у Италији у округу Кремона, региону Ломбардија.
Према процени из 2011. у насељу је живело 84 становника. Насеље се налази на надморској висини од 79 м.